# Anurogryllus cubensis
Anurogryllus cubensis är en insektsart som först beskrevs av Rehn, J.A.G. 1937.  Anurogryllus cubensis ingår i släktet Anurogryllus och familjen syrsor. Inga underarter finns listade i Catalogue of Life.